# 1254
| [ Edytuj tabelę ]                          |                                                                              |
| Książę Małopolski                          | - 1243 Bolesław V Wstydliwy 1279                                             |
| Książę Wielkopolski                        | - 1239 Przemysł I 1257 - 1239 Bolesław Pobożny 1279                          |
| Król Angkoru                               | - 1244 Dżajawarman VIII 1295                                                 |
| Król Anglii                                | - 1216 Henryk III 1272                                                       |
| Król Aragonii i Walencji, hrabia Barcelony | - 1213 Jakub I Zdobywca 1276                                                 |
| Margrabia Brandenburgii                    | - 1220 Otto III 1267                                                         |
| Książę Burgundii                           | - 1218 Hugo IV 1272                                                          |
| Książę Dolnej Bawarii                      | - 1253 Henryk XIII 1290                                                      |
| Książę Górnej Bawarii                      | - 1253 Ludwik II 1294                                                        |
| Cesarz Bizancjum                           | - 1222 Jan III Dukas Watatzes 1254 - 1254 Teodor II Laskarys 1258            |
| Car Bułgarii                               | - 1246 Michał I Asen 1256                                                    |
| Cesarz Chin                                | - 1224 Song Lizong 1264                                                      |
| Król Cypru                                 | - 1253 Hugo II 1267                                                          |
| Król Czech                                 | - 1253 Przemysł Ottokar II 1278                                              |
| Król Danii                                 | - 1252 Krzysztof I 1259                                                      |
| Władca Egiptu                              | - 1250 Ajbak 1257                                                            |
| Król Francji                               | - 1226 Ludwik IX Święty 1270                                                 |
| Król Gruzji                                | - 1246 Dawid VI Narin 1259                                                   |
| Hrabia Holandii                            | - 1234 Wilhelm II 1256                                                       |
| Cesarz Japonii                             | - 1246 Go-Fukakusa 1259                                                      |
| Kalif                                      | - 1242 Al-Must’asim 1258                                                     |
| Król Kastylii i Leónu                      | - 1252 Alfons X Mądry 1284                                                   |
| Patriarcha Konstantynopola                 | - 1244 Manuel II 1255                                                        |
| Władca Korei                               | - 1213 Kojong 1259                                                           |
| Król Litwy                                 | - 1253 Mendog 1263                                                           |
| Cesarz Łaciński                            | - 1228 Baldwin II de Courtenay 1261                                          |
| Sułtan Maroka                              | - 1248 Abu Jahja Abu Bakr 1258                                               |
| Król Nawarry                               | - 1253 Tybald II 1270                                                        |
| Król Norwegii                              | - 1217 Haakon IV Stary 1263                                                  |
| Hrabia Palatynatu                          | - 1253 Ludwik II Bawarski 1294                                               |
| Papież                                     | - 1243 Innocenty IV 1254 - 1254 Aleksander IV 1261                           |
| Król Portugalii                            | - 1248 Alfons III 1279                                                       |
| Sułtan Rumu                                | - 1246 Kajkawus II 1260 - 1248 Kilidż Arslan IV 1265 - 1249 Kajkubad II 1257 |
| Książę Rusi halickiej                      | - 1238 Daniel II 1264                                                        |
| Cesarz Rzymski (niemiecki)                 | - 1250 Konrad IV 1254                                                        |
| Książę Saksonii                            | - 1212 Albrecht I 1260                                                       |
| Kapitanowie Regenci San Marino             | - 1254 Taddeo di Giovani Ardeli 1254                                         |
| Król Serbii                                | - 1243 Stefan Urosz I 1276                                                   |
| Król Singasari                             | - 1248 Dżajawisznuwardhana 1268                                              |
| Król Szkocji                               | - 1249 Aleksander III 1286                                                   |
| Król Szwecji                               | - 1250 Waldemar Birgersson 1275                                              |
| Doża Wenecji                               | - 1252 Raniero Zeno 1268                                                     |
| Król Węgier                                | - 1235 Bela IV 1270                                                          |
| Wielki mistrz zakonu krzyżackiego          | - 1252 Poppo von Osterna 1256                                                |

Rok 1254 / MCCLIV
stulecia: XII wiek ~
XIII wiek ~
XIV wiek

lata: 1244 «
1249 «
1250 «
1251 «
1252 «
1253 «
1254
» 1255
» 1256
» 1257
» 1258
» 1259
» 1264

## Wydarzenia w Polsce
- 8 maja – prawdopodobna data prawykonania hymnu Gaude Mater Polonia jako części nieszpornej rymowanego oficjum Historia gloriosissimi Stanislai Wincentego z Kielczy, napisanego na kanonizację św. Stanisława.
- zawarto układ w Raciążu na Mazowszu pomiędzy księciem Siemowitem, Danielem Halickim i Krzyżakami na podstawie którego po 1/3 zdobytych przez nich ziem jaćwieskich miała przypadać dla obu książąt, a 2/3 podbitych ziem mieli otrzymać Krzyżacy[1].

- Nadanie praw miejskich miastu Bytom przez księcia Władysława opolskiego.
- Nadanie praw miejskich na prawie magdeburskim miastu Gryfino przez księcia Barnima I (Pomorze).
- Na wiecu łęczyckim postanowiono, że testator mógł dysponować nawet całością majątku.
- Krzyżacy opanowali Zalew Kuroński. Wzniesiono wtedy Memelburg, czyli Kłajpedę.

## Wydarzenia na świecie
- 3 kwietnia – w Budzie został zawarty pokój między królem Węgier Belą IV a królem Czech Przemysłem Ottokarem II.
- Kwiecień – (lub w 27 grudnia 1253) – flamandzki franciszkanin, misjonarz i podróżnik Wilhelm z Rubruk dotarł z misją od króla Francji Ludwika IX na dwór wielkiego chana mongolskiego Mongke. Celem wyprawy było wybadanie czy chan byłby skłonny przyjąć wiarę chrześcijańską i stać się sojusznikiem w walce z Turkami.
- 11 czerwca – Alkmaar w Holandii uzyskało prawa miejskie.
- 12 grudnia – Aleksander IV został papieżem.

- Daniel Romanowicz ukoronował się na króla Rusi. Wiozącego mu koronę królewską legata papieskiego spotkał w Krakowie, a ceremonii dopełnił w Drohiczynie nad Bugiem, na skrajnej północy swego księstwa - gdzie najdalej było od Tatarów. Spustoszona i wyludniona Ruś zdołała wytworzyć dwa ośrodki, które podjęły zadanie nie tylko materialnej, ale i politycznej odbudowy. Jednym była Moskwa, drugim graniczący z Polską Halicz.
- Wygnanie Żydów z Francji.
- Pierwsze wzmianki o szklanych, metalizowanych ołowiem lustrach w Europie.

## Urodzili się
- 24 czerwca – Floris V Holenderski, hrabia Holandii i Zelandii z dynastii Gerolfingów (zm. 1296)
- 15 września – Marco Polo, włoski podróżnik, który dotarł w swych podróżach aż do Chin (zm. 1324)

## Zmarli
- 21 maja – Konrad IV, król Niemiec, król Jerozolimy, król Sycylii (ur. 1228).
- 3 listopada – Jan III Watatzes, cesarz nicejski (ur. 1192)
- 7 grudnia – Innocenty IV, papież (ur. ok. 1180/90)